# Calderónite
La calderónite (simbolo IMA: Cdn) è un raro minerale del supergruppo della brackebuschite; appartiene alla famiglia dei "fosfati, arseniati e vanadati" e possiede composizione chimica Pb2Fe3+(VO4)2(OH).
La calderónite è l'analogo del Fe3+ della brackebuschite.

## Etimologia e storia
Il minerale era stato originariamente chiamato calderonite (senza segno diacritico) da González del Tánago e collaboratori nel 2003 in onore di Salvador Calderón y Arana (1851-1911), professore di mineralogia e botanica presso l'Universidad Central de Madrid. Il segno diacritico dell'attuale nome del minerale è stato aggiunto successivamente da Mandarino nel 2007 in accordo con le regole di nomenclatura che obbligano a rispettare la corretta grafia di un nome quando esso deriva da una località o da un nome propri.

## Classificazione
La classica nona edizione della sistematica dei minerali di Strunz, aggiornata dall'Associazione Mineralogica Internazionale (IMA) fino al 2009, elenca la calderónite nella classe "8. Fosfati, arseniati, vanadati" e da lì nella sottoclasse "8.B Fosfati, ecc., con anioni aggiuntivi, senza H2O"; questa viene suddivisa più finemente in base alla dimensione dei cationi coinvolti e al rapporto tra anione idrossile e gruppo RO4 (in questo caso R=V), in modo tale da trovare la calderónite nella sezione "8.BG Con cationi di media e grande dimensione, (OH, ecc.):RO4 = 0,5:1" dove forma il sistema nº 8.BG.05 insieme ad arsentsumebite, arsenbrackebuschite, bearthite, brackebuschite, bushmakinite, feinglosite, gamagarite, goedkenite, tokyoite e tsumebite.
Tale classificazione resta invariata anche nell'edizione successiva, proseguita dal database "mindat.org" e chiamata Classificazione Strunz-mindat, nella quale all'interno del sistema 8.BG.05 fanno la loro comparsa anche il minerale ferribushmakinite, un possibile analogo dell'arsenico della tokyoite e un minerale ancora senza nome designato come UM1994-19-PO:CuHMoPb.
Nella Sistematica dei lapis (Lapis-Systematik) di Stefan Weiß la calderónite si trova nella classe dei "fosfati, arseniati e vanadati" e nella sottoclasse dei "fosfati anidri, con anioni estranei F,Cl,O,OH"; qui è nella sezione dei "cationi medi e grandi: Mg-Cu-Zn e Ca-Na-K-Ba-Pb; gruppo della brackebuschite" dove forma il sistema nº VII/B.24 insieme ad arsenbrackebuschite, arsentsumebite, bearthite, brackebuschite, bushmakinite, canosioite, feinglosite, ferribushmakinite, gamagarite goedkenite, grandaite, jamesite, lulzacite, tokyoite e tsumebite.
Anche nella sistematica dei minerali secondo Dana, usata principalmente nel mondo anglosassone, la calderónite è nella famiglia dei "fosfati, arseniati e vanadati"; qui è nella classe dei "fosfati [arseniati e vanadati] idrati" e nella sottoclasse dei "fosfati [arsentiati e vanadati] idrati con A2+(B2+)2(XO4) • x(H2O)", dove forma il "gruppo della brackebuschite" con il sistema nº 40.02.08 insieme ad arsenbrackebuschite, brackebuschite, bushmakinite e feinglosite.

## Abito cristallino
La calderónite cristallizza nel sistema monoclino nel gruppo spaziale P21/m (gruppo nº 11) con i parametri reticolari a = 7,647 Å, b = 6,094 Å, c = 8,9 Å e β = 112°, oltre ad avere 2 unità di formula per cella unitaria.

## Origine e giacitura
La calderónite viene solitamente trovata in zone di ossidazione superiori dei depositi idrotermali di piombo-zinco. La paragenesi è con descloizite, mottramite e vanadinite.
La calderónite è piuttosto rara ed è stata trovata in poco più di una ventina di siti sparsi per il mondo. Qui si ricorda solo la sua località tipo, la miniera di "Las Colmenitas" presso Santa Marta (comunità autonoma dell'Estremadura, Spagna).

## Forma in cui si presenta in natura
La calderónite forma cristalli striati prismatici o tabulari, in fasci paralleli di dimensioni fino a 1 mm. Il minerale è trasparente con lucentezza adamantina; il colore va dall'arancione rossastro al marrone rossastro, ma può essere anche giallo e quello del suo striscio va dal giallo all'arancione rossastro.

## Proprietà chimico-fisiche
La calderónite mostra un forte pleocroismo con colore marrone verdastro chiaro lungo {\displaystyle x}, marrone lungo {\displaystyle y} e marrone rossastro lungo {\displaystyle z}.
Il minerale è solubile in acido cloridrico (HCl) diluito.